# Quenisset (Marskrater)

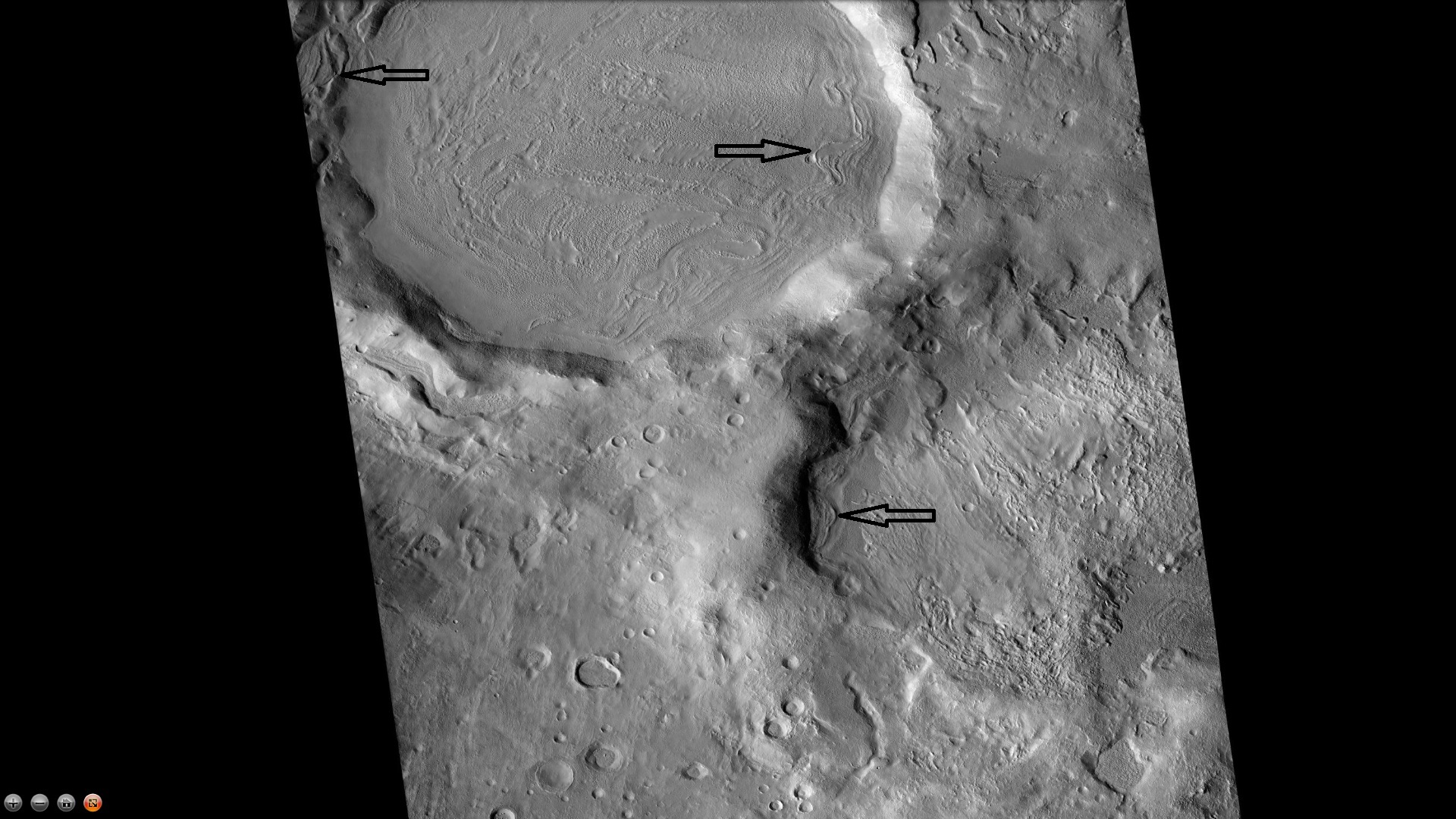
Quenisset

Quenisset ist ein Einschlagkrater auf dem Mars mit einem mittleren Durchmesser von 136,66 Kilometern.
Er befindet sich im Nordosten des Hochlands Arabia Terra.
Benannt wurde der Marskrater 1973 nach dem französischen Astronomen Ferdinand J. Quénisset (1872–1951).